# Noguera de Albarracín
Noguera de Albarracín est une commune d’Espagne, dans la province de Teruel, communauté autonome d'Aragon, comarque de la Sierra de Albarracín.